# Neivamyrmex pertii
Neivamyrmex pertii é uma espécie de formiga do gênero Neivamyrmex.